# Popeline
Il s'agit également du titre d'un album de Diane Tell

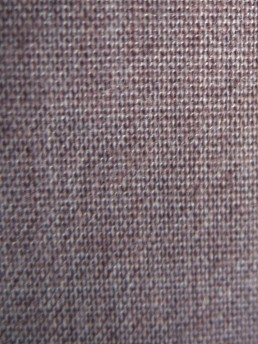
Détail d'une popeline.

La popeline est une toile qui présente une côte fine et serrée ; elle est absorbante, souple et légèrement soyeuse. Pour l'obtention de la popeline, les tisseurs utilisent un fil de chaîne plus fin que le fil de trame. À l'origine, elle était fabriquée avec une chaîne en soie et une trame en lin, en coton ou en laine retorse. Elle est souvent employée pour des chemises, des corsages et des robes.

## Étymologie
Le terme provient (FEW t. 16 p. 646) du nom de la ville de Poperinge en Flandre, célèbre du XIIIe au XVIe siècle pour ses draps tissés dans le lin local et la laine anglaise, via l'intermédiaire papeline (1667) et un réemprunt (1735) à l'anglais poplin (1710) obtenu par fausse étymol. et traduction du fr. pape- en l'angl. pope-,.